# Mareas vivas
Mareas vivas é uma série de televisão galega da Televisión de Galicia criada por Antón Reixa e produzida por Voz Audiovisual e Zopilote que foi transmitida entre os anos de 1998 e 2003. Foi a maior conquista da TVG, na qual os personagens das primeiras temporadas tornaram-se muito populares entre a população galega. A série fez história por empregar uma língua popular, dialetalmente própria do galego da Costa da Morte.
Foi filmada em Laje (Corunha), que na série adotou o nome fictício de Portozás. embora muitas das imagens tenham sido tiradas em Corme, do outro lado do estuário, e inicialmente dirigida por Antón Reixa, a série tornou-se muito popular na Galiza e chegou mesmo a ser transmitida em outros canais regionais espanhóis, embora sem poder revalidar o sucesso alcançado na sua comunidade de origem.
Para muitos dos seus atores, Mareas vivas foi um trampolim para a fama na Galiza e, em alguns casos, serviu de grande salto para o panorama nacional. O caso mais claro é o de Luis Tosar, que é atualmente o ator galego mais reconhecido internacionalmente.

## Premissa
Maras vivas reflete a realidade de uma vila marinheira galega localizada na Costa da Morte. Embora o papel principal recaia principalmente sobre os personagens do juiz Andrés (Luis Tosar) e sua senhoria María (Isabel Blanco), é uma série coral, com um grande elenco, e que conseguiu sobreviver muito tempo nas telas, apesar desses dois atores terem abandonado a série.

## Elenco e personagens
Estes são todos e cada um dos protagonistas principais da série ao longo dos seus 5 anos:
- Luis Tosar: Andrés Domingues (1998-2000)

Canso da sua vida na Corunha, Andrés decide aproveitar a oportunidade que se lhe apresenta ao ser escolhido para ocupar uma vaga como juiz numa pequena vila marinheira chamada Portozás, o que lhe acaba supondo a ruptura coa moça, Mónica. Acaba casando com Maria, mas tudo começa a complicar-se quando vão para Bruxelas e acabam por se divorciar.
- Isabel Blanco: Maria Ares (1998-2002)

Depois de o marido desaparecer no mar dois anos atrás, Maria teve que se encarregar ela só da sua filha Íria. As duas vivem numa casinha nos arredores da vila. Chega a casar com Andrés e mesmo vai com ele quando este vai trabalhar para Bruxelas. Contudo, acaba por voltar e divorciar-se dele, casando tempo depois com Viriato. Ao principio da série era caixeira do supermercado Único; mais tarde converteu-se em trabalhadora da Câmara Municipal.
- Luís Zahera: Celso Álvares Puga "Petróleo" (1998-2002)

Tempo atrás trabalhara nas plataformas e por isso todo o mundo lhe chama Petróleo. Agora é o dono do bar da confraria de pescadores. Gosta mesmo de contar as muitas histórias que viveu na sua época de marinheiro mas os amigos nunca acreditam nele. Tem um barco de pesca chamado O Caçador, em que trabalha com Mangüi. É o novo alcalde de Portozás depois de que Célia se vaia da vila. Logo de ter uma história com Berta, conheceu a Belinda, a sua namorada definitiva.
- Camila Bossa: Belinda Romero (1999-2002)

Chegou a Portozás fugindo duma máfia que a obrigava a trabalhar numa barra americana. Depois de solucionar a situação acaba por casar com Petróleo, com quem tem uma filha chamada Carminha. É da República Dominicana.
- Sonia Castelo: Berta Dias (1998-2000)

É a médica de Portozás e a melhor amiga de Maria ao começo da série. Ela é de Vigo e espera que lhe deem ali o posto fixa que tanto anseia. Ao final fica em Portozás, mas quando Jurjo se vai, ela vai com el.
- Mela Casal: Célia Rei (1998-2001)

É a alcaldesa de Portozás. São típicos os enfrentamentos entre ela e Couto, pois a presidenta da Câmara não quer que o empresário se faça com todo o controlo da vila. Mas parece que a sua inimizade também vem por cousas que aconteceram no passado, quando mantiveram uma relação. Tem uma sobrinha chamada Ana. Quando se vai de Portozás é substituída no cargo por Petróleo.
- Tuto Vázquez: Ramom Couto (1998-2002)

É o cacique da vila. É armador e construtor e quase sempre consegue o que quer. Os seus maiores propósitos são zangar a Célia -embora no fundo continuem namorados e acabem por estar juntos- e tentar ficar com o varadoiro de Pontazás. É viúvo e tem dois filhos: Ladislau e Paula.
- Carlos Blanco: Ladislau Couto (1998-2001)

É o filho de Ramom Couto. Estudou Direito em Santiago de Compostela e agora exerce como advogado em Portozás. É hipocondríaco e um fanático dos ovni e dos mistérios do além. Amigo inseparável de Currás, falece acidentalmente eletrocutado na banheira da casa.
- María Louro: Paula Couto (1998-2002)

É a filha pequena de Ramom Couto e a irmã de Ladislau. Sempre leva a contra ao pai porque pensa que a sua forma de fazer negócios, estafando e aproveitando-se da gente, não está nada bem. Trabalha na rádio local e, posteriormente, na televisão da vila. Sai um tempo com Ismael, o irmão de Taracido, com quem mesmo vai à África uma temporada. Finalmente acaba saindo com Mangüi, o seu melhor amigo.
- Miguel de Lira: Evaristo Currás / Vítor Currás (1998-2001)

Currás é um percebeiro furtivo da zona. Sempre diz que os seus percebes "são como punhos". Dá-se mal com Taracido pois este sempre está a chatear e muitas das vezes denunciam-se mutuamente. Do que mais medo tem no mundo é dos esquimós. Namorado de Pitusa, acaba por morrer afogado ao salvar a vida a Taracido. Evaristo tem um primo chamado Vítor que é igual a ele.
- Xaquín Caamaño "O Platero": Arturo Vidal "Mangüi" (1998-2002)

Mangüi é o melhor amigo de Petróleo. Trabalha como marinheiro até que monta a sua própria oficina de motos. No passado tivera problemas com as drogas mas logrou deixar essa época atrás e agora trabalha com Petróleo n'O Caçador. Teve uma relação com Áurea, professora no instituto da vila e depois saiu com Paula.
- Isabel Naveira: Ana Mouço Rei (1999)

É a sobrinha de Célia. Trabalha na rádio com Paula e Chano. É uma pessoa um pouco atolada e muitas vezes acaba por se meter, ela e os amigos, em problemas.
- Nacho Castaño: Chano Morais Vidal (1999)

É o primo de Mangüi. Trabalha na rádio com Paula e Ana. Consegue um trabalho como jornalista em Santiago de Compostela e acaba indo lá viver.
- Xosé Manuel Olveira "Pico": Dom Amâncio (1998-1999)

O pároco da vila, dom Amâncio, é um cura muito moderno sempre disposto a ajudar aos demais. O seu melhor amigo é Florêncio. Logo de ter um acidente de carro com Petróleo e ficar numa cadeira de rodas, decide mudar de ares e ir a Vigo para se encarregar duma paróquia da zona.
- Paco Campos: Florêncio Quintela (1998-1999)

Dom Florêncio é o primeiro mestre de Íria e Fito. É um homem de mediana idade muito inteligente e culto. Mantém com Amâncio uma constante rivalidade, por ver quem é o melhor jogando ao xadrez ou o melhor pescador de truitas, embora no fundo sejam muito bons amigos. É substituído por Jurjo quando é ascendido a diretor da escola Neira Castro.
- Monti Castiñeiras: Jurjo Vasques (1999)

É o novo mestre dos rapazes. O primeiro não aturava a ideia de ser substituto numa vila como Portozás, mas com o tempo acaba sendo um mais entre a gente. Ao final acaba indo viver a Moçambique, acompanhado por Berta, para concluir a sua tese de doutoramento.
- Santiago Romay: Fito (1998-2002)

É o melhor amigo de Íria. É o típico estudante com más qualificações e muito popular entre os colegas. Sai com Laura e na última etapa da série quase não aparece por estar na Corunha, começando os seus estudos universitários.
- Patricia Fernández Aufiero: Íria Maroto Ares (1998-2002)

É a filha de Maria e Suso. O seu melhor amigo é Fito.
- Tamara Canosa: Laura Castro (2000-2002)

É a moça de Fito e amiga de Íria. Ao terminar o instituto, e após não lograr a qualificação que precisava para estudar o curso que queria apesar se ser boa estudante, acaba trabalhando como camareira no Petróleo para ganhar algum dinheiro.
- Martiño Rivas: Dani (1999)

Dani converte-se no filho adoptivo de Andrés logo da repentina morte do seu pai. É um pouco mais velho que Fito e Íria, mas dá-se bem com eles durante o pouco tempo que está na série.
- Uxía Blanco: Helena Souto (1999-2000)

Helena chega desde Barcelona logo da morte do seu pai para se encarregar do varadoiro que lhe deixara em herança. Depois de muitos problemas com os bancos e de tentar por todos os meios que a situação económica do varadoiro de Pontazás melhorase, Helena decide com tristeza desfazer-se dele e voltar para Barcelona. Foi moça do segundo juiz de Portozás, Carlos.
- Evaristo Calvo: Carlos Porto (1999-2002)

É o substituto de Andrés quando este vai para Bruxelas. É um juiz novato e com pouca mão dura. Após diferentes problemas no trabalho acaba de baixa por depressão e vai viver para os cantis numa caravana que acaba por partilhar com a namorada, Rosa (antes saíra com Helena, e ao chegar a Portozás tinha umha outra moça, Cristina). O seu melhor amigo é Anselmo.
- Eva Fernández: Rosa (2000-2002)

Rosa é uma marinheira com muita experiência. Acaba vivendo nos cantis com Carlos e sendo elegida como Patroa Maior da confraria de pescadores.
- Patricia Vázquez: Sabela Muinhos (2001-2002)

É a nova juíza e substituta de Carlos. Dá-se muito bem com Pitusa e mesmo acabam vivendo juntas.
- Ana Santos: Maria Jesus Seoane "Pitusa" (1998-2002)

É a secretária do julgado. É muito séria e disciplinada no seu trabalho. Esteve prestes a casar com Anselmo, embora estivesse apaixonada por Currás, com quem acabou vivendo a até a morte dele.
- Víctor Mosqueira: Francisco Taracido Taracido (2000-2002)

Igual qu Currás, Taracido é um percebeiro furtivo. Qualquer motivo é bom para chatear Currás, quer seja por problemas com os percebes ou pelas propriedades das terras. Está casado com Concha.
- Amelia Rodríguez: Concha (2001)

É a mulher de Francisco Taracido. Embora o abandone por outro, ele vai a buscá-la e acabam vivendo juntos de novo.
- Manuel Lourenzo: "Melgacho" (1998-2002)

Melgacho é um velho e sábio marinheiro. Toda quanta história há é conhecida por Melgacho. Toda a gente pensa que é muito bom conselheiro, mas o único que fai é falar do que mais lhe agrada no mundo: o mar.
- Marcos Viéitez: Suso Maroto (1998-1999)

É o homem de Maria, desaparecido há anos num naufrágio e dado oficialmente por morto.
- Roberto Vidal Bolaño: Miguel Aguiar (1998-1999)

É um temido advogado que leva o caso de Maroto. Planea e coordena o sequestro de Íria.
- Miguel Varela: Adrião (1999-2000)

É um veterano trabalhador do varadoiro de Pontazás.
- Suso Lista: Suso Lista (2002)

É um marinheiro que anteriormente trabalhara no varadoiro de Pontazás. Teve problemas com o jogo.
- Alfonso Agra: Anselmo (2000-2001)

É o médico que substitui Berta. O seu melhor amigo é Carlos, com quem partilha a paixão pelas aves. Estava apaixonado pela Pitusa, com quem esteve prestes a casar.
- Nunci Valcárcel: Loli

É caixeira do supermercado. Caracteriza-se por ser muito metida e estar sempre pendente da vida dos demais. Nas últimas etapas da série converte-se em mulher do tempo do canal de televisão local de Portozás e mantém uma relação com o guardia civil Manolo.
- Xavier Estévez: Viriato (2001-2002)

É um sofisticado advogado que engana Maria para quitar o dinheiro à gente. Ao final arrepende-se de todo o mal feito e argalha um plano para trair o seu chefe Odilo e recuperar o dinheiro de todos. Casa com Maria, trabalha com Couto e acaba sendo muito querido por todos os habitantes de Portozás.
- Xurxo Souto: Brais (2001-2002)

É o locutor de Rádio Portozás e, mais tarde, também faz parte da equipa da televisão local superado o pánico escénico inicial.
- Miro Magariños: Dom Vicente (2002)

É o novo cura de Portozás após o abandono de dom Amancio.
- César "Goldi": Lisardo Montes (2002)

Conheceu Viriato na cadeia e as maravilhas que este lhe contou sobre Portozás foram as que fizeram que decidisse ir viver à vila. Acaba topando um trabalho como encarregado da limpeza.
- López Baño "Tanas": Manolo (2002)

É um membro da Guardia Civil algo parado e moço de Loli.
- Adrián Búa: Lois

É amigo e companheiro de muitas das trasnadas de Fito e de Íria, com a que acaba namorando.
- Ronaldo Delgado: Ismael Taracido (2001)

É médio-irmão de Francisco Taracido.
- Rebeca Montero: Mónica (1998)

É a antiga companheira sentimental de Andrés.
- Mariana Carballal: Cristina (2001)

É a companheira sentimental de Carlos quando chega a Portozás.

## Gravações

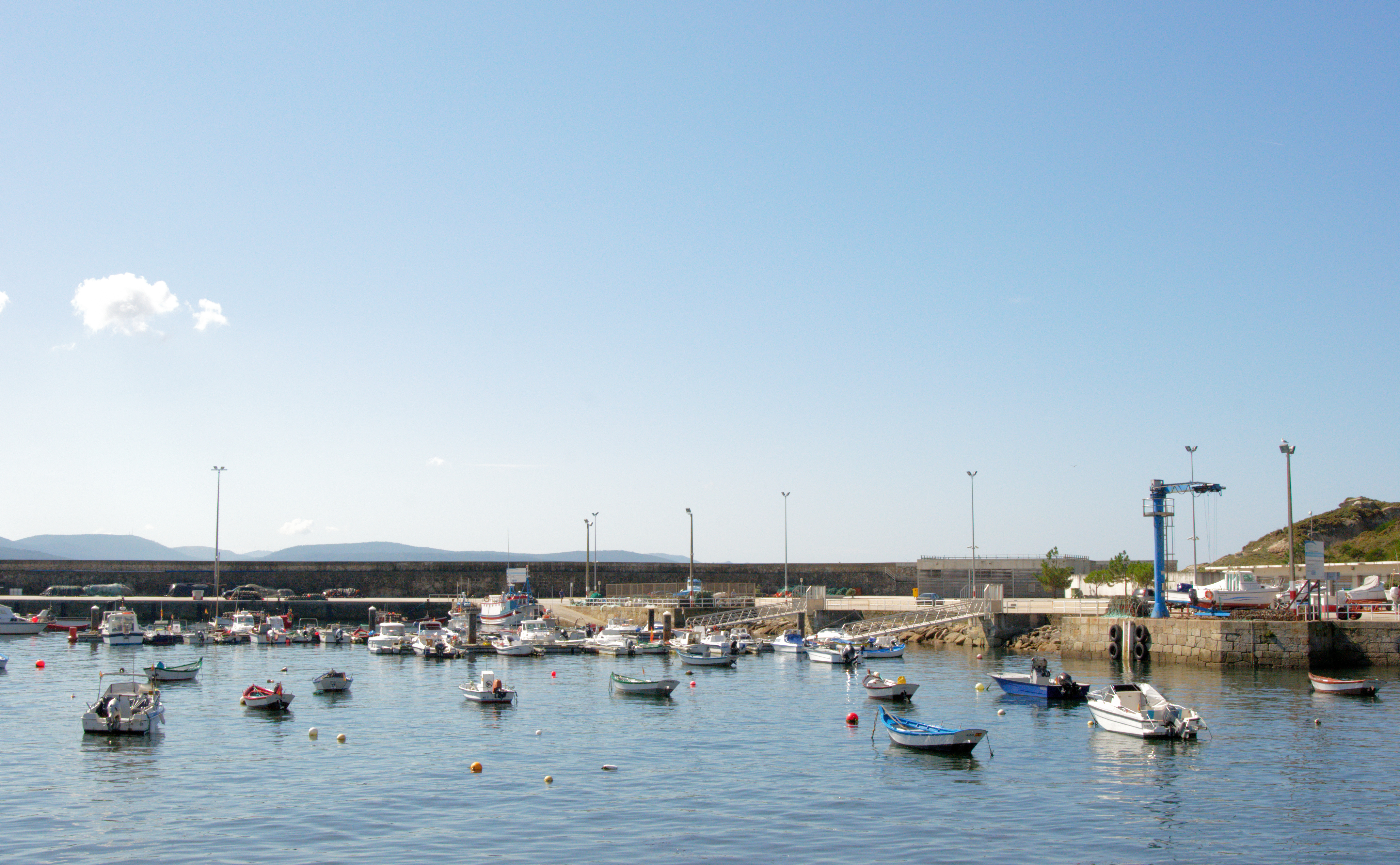
Porto de Corme.

Embora a maioria das cenas tenham sido filmadas em Laje (Portozás na série), outros locais galegos também foram principais, como as filmagens do resgate de Iria no porto da Corunha ou cenas em Corme (Cormelle na série). A vizinhança de Cabana também pode ter sido um dos locais de gravação da série.
A série também transferiu as filmagens, excepcionalmente, para Santa Cruz de Tenerife (Tenerife) para filmar os capítulos em que Currás havia saído para trabalhar nas Ilhas Canárias.